# Jurkowo Węgorzewskie
Jurkowo Węgorzewskie (Duits: Jorkowen; 1938-1945: Jorken) is een plaats in het Poolse district Giżycki, woiwodschap Ermland-Mazurië. De plaats maakt deel uit van de gemeente Kruklanki en telt 170 inwoners.